# Confine tra Belize e Guatemala

In verde l'area non rivendicata del Belize. In blu l'area del Guatemala non rivendicata. In arancione l'area del Belize rivendicata dal Guatemala.

Il confine tra il Belize e il Guatemala separa i due paesi centroamericani ed è oggetto di controversia tra i due stati. 

## Tracciato
Il confine terrestre separa il Belize occidentale dal Guatemala settentrionale. Inizia a nord al triplice confine Belize-Guatemala-Messico (17.8151°N 89.152°W) e poi prosegue dritto verso sud fino a incontrare il fiume Belize alle Cascate Garbutt. In questo punto il percorso vira leggermente verso ovest. 
Il Belize ritiene che il percorso segua una linea retta dalle cascate Garbutt alla cascate Gracias a Dios sul fiume Sarstun. Da lì, il confine segue il corso del fiume verso est fino alla sua foce nel Golfo di Honduras. 
Il Guatemala rivendica tutto il territorio del Belize a sud del fiume Sibun, circa il 60% del Belize. Secondo questa visione, il confine dovrebbe correre verso il Golfo dell'Honduras molto più a nord, lungo il fiume Sibun.
La versione ritenuta del Belize è quella generalmente mostrata sulle mappe al di fuori del Guatemala. Il confine terrestre in questo caso misura 266 km, il che lo rende il più lungo del Belize e il secondo dal punto di vista del Guatemala (dopo quello con il Messico). 
Indipendentemente dalle posizioni tra i due paesi, esiste un confine marittimo nel Golfo di Honduras, ma la disputa territoriale attualmente impedisce qualsiasi delimitazione.

## Storia

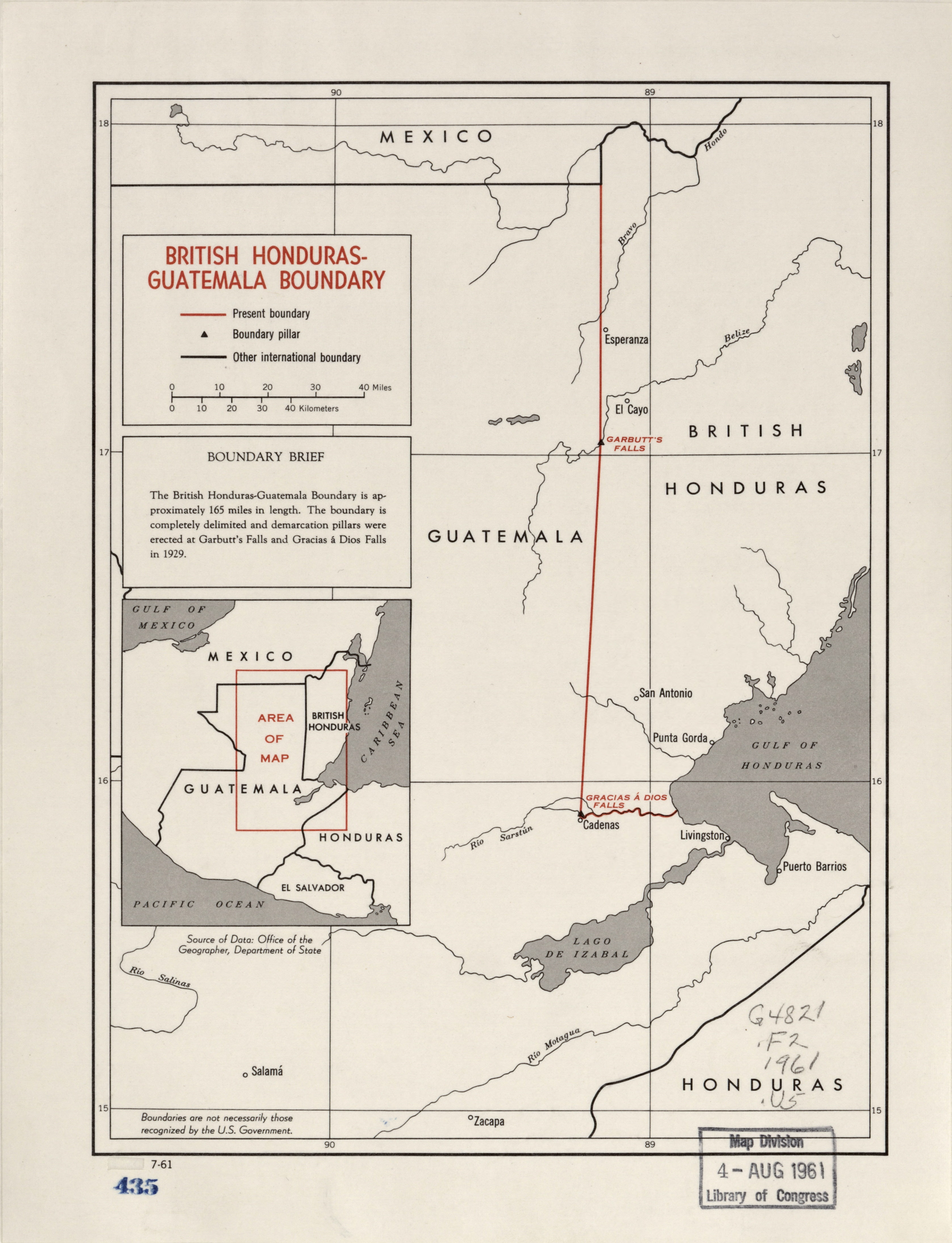
Mappa del 1961 raffigurante il confine tra Guatemala e Honduras britannico, l'attuale Belize.

I Coloni e i pirati inglesi e scozzesi, i cosiddetti Baymen, si stabilirono nel XVII secolo sulla costa occidentale di Bahía de los Honduras ("baia degli abissi" in spagnolo) in quello che sarebbe poi diventato il Belize. Nello stesso periodo, questa regione dell'America centrale faceva parte, per l'Impero spagnolo, della Capitaneria generale del Guatemala, territorio del Vicereame della Nuova Spagna. La Spagna, tuttavia, non occupò la regione costiera di Bahía de los Honduras. La battaglia di St George's Caye nel 1798, vinta dalla Gran Bretagna, confermò definitivamente l'occupazione britannica. 
Nel 1821 il Guatemala proclamò la sua indipendenza; nel 1836 il Regno Unito ne dichiarò ufficialmente il diritto di amministrare la regione. Il 30 aprile 1859 venne firmato il trattato Wyke-Aycinena tra il Guatemala e il Regno Unito. I primi sei articoli definivano esplicitamente il tracciato del confine e il riconoscimento guatemalteco della sovranità britannica sul territorio ad est di esso. Il settimo articolo trattava della costruzione da parte del Regno Unito di una strada tra il Guatemala e la città di Punta Gorda. 
Nel 1862 il Regno Unito trasformò l'area in una colonia della corona britannica chiamata Honduras Britannico; tuttavia, non costruì la strada prevista dal trattato. Nel 1871, in seguito alla rivoluzione, il Guatemala denunciò il trattato e nel 1884 minacciò di considerarlo nullo con la conseguente rivendicazione dell'intero o di parti dell'Honduras britannico. 
L'Honduras britannico divenne indipendente nel 1981 con il nome di Belize. Le relazioni diplomatiche tra Belize e Guatemala non vennero stabilite fino al 1991, quando il Guatemala riconobbe il nuovo paese. La linea di confine è tuttavia ufficialmente contestata dal Guatemala dalla fine del XX secolo. Nel 2008 un accordo tra i due Paesi prevedeva l'organizzazione di un referendum per sottoporre la controversia alla Corte internazionale di giustizia. Il referendum guatemalteco è stato organizzato il 15 aprile 2018, con la popolazione che ha approvato in modo schiacciante il ricorso alla CIG. Il referendum del Belize inizialmente previsto per il 10 aprile 2019, poi rinviato all'8 maggio 2019, è stato approvato anch'esso dagli elettori, aprendo la strada alla mediazione da parte della Corte internazionale di giustizia. Secondo i termini dell'accordo del 2008, il Belize ha trasmesso alla CIG il risultato referendario il 7 giugno. Il Guatemala ha un anno a partire da tale data per avanzare le proprie affermazioni e argomentazioni, dopo di che il Belize avrà lo stesso termine per presentare le proprie, prima che la Corte emetta il suo verdetto.

## Ambiente
Poiché il Guatemala non riconosce la linea di confine risultante dal trattato del 1859, l'organizzazione alpina Mountain Wilderness ha denunciato ripetute incursioni nel parco nazionale di Chiquibul, in Belize, le cui risorse sarebbero state saccheggiate.